# Фремінгемське дослідження серця

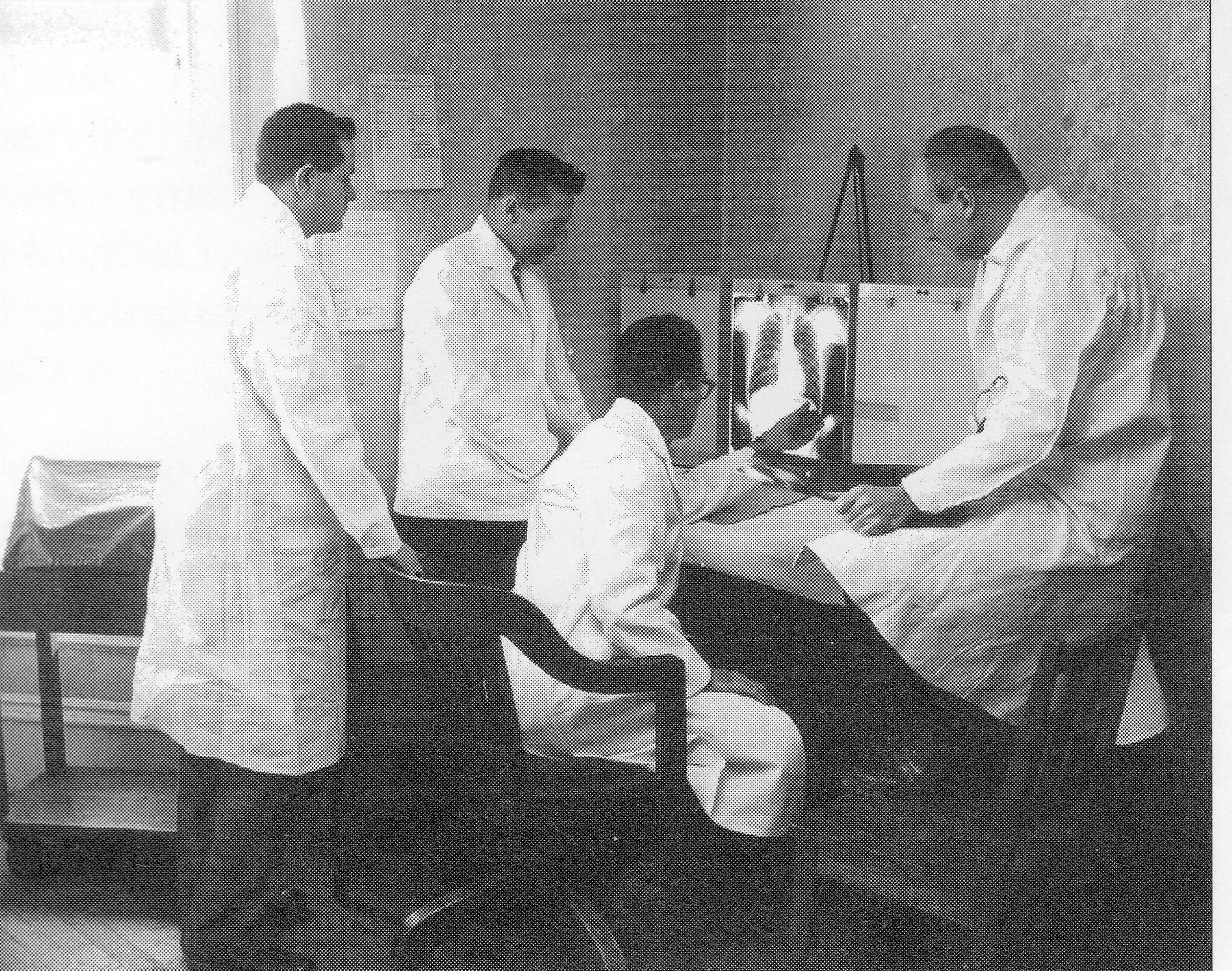
Лікарі під час Фремінгемського дослідження серця.

Фремінгемське дослідження серця (Framingham Heart Study) — це тривале когортне дослідження серцево-судинної системи жителів міста Фреймінггам, штат Массачусетс. Дослідження почалося в 1948 році за участю 5209 дорослих осіб з Фремінгема, і наразі вже охоплює третє покоління учасників.  Дослідження мало на меті «вивчати прояви серцево-судинних захворювань та фактори, що сприяють їх розвитку в пересічній популяції, шляхом визначення клінічних і лабораторних показників упродовж тривалого періоду спостереження». 
Фремінгемське дослідження є найтривалішим проспективним когортним дослідженням у США. До початку дослідження майже нічого не було відомо про епідеміологію гіпертонічної або атеросклерозної серцево-судинної хвороби.  Значна частина загальновідомих фактів про хвороби серця, зокрема вплив дієти, фізичних вправ і поширених ліків, таких як аспірин, ґрунтуються на цьому лонгітюдному дослідженні. Фремінгемське дослідження серця є проєктом Національного інституту серця, легенів і крові (NHLBI) у співпраці з Бостонським університетом (з 1971 року).  У дослідженні залучені різні медичні працівники з лікарень та університетів Великого Бостона.

## Історія дослідження
У 1948 році Конгрес Сполучених Штатів ініціював проведення дослідження, розглядаючи декілька громад для участі. Остаточний вибір був між Фремінгемом, Массачусетс, і Пейнтсвілем, Кентуккі. Фремінгем було обрано, оскільки його мешканці виявили найбільший інтерес до досліджень серця. Томас Ройл Доубер був керівником дослідження з 1949 по 1966 роки. Він був призначений головним епідеміологом невдовзі після початку проєкту, коли той не просувався належним чином. 
Спочатку дослідження планувалося на 20 років, однак інтерес частково зріс згодом завдяки зусиллям доктора Доубера щодо популяризації дослідження та збору коштів після його переведення до Бостона на посаду голови профілактичної медицини.
До 1968 року обговорювалося питання, чи виконало початкове дослідження свою мету і чи слід його завершити за графіком. Комітет дійшов висновку, що після 20 років досліджень Фремінгемське дослідження варто завершити, оскільки їхня гіпотеза була перевірена, і було зібрано значний обсяг інформації про серцеві захворювання. Незважаючи на цей висновок, Конгрес не прийняв рекомендацію, натомість проголосувавши за продовження дослідження. Дослідження було розділено на різні сегменти, або "когорти".
Вільям П. Кастеллі був керівником Фремінгемського дослідження серця  з 1979 по 1995 рік. Він приєднався до дослідження ще в 1965 році.  Станом на 2024 рік керівником дослідження є Дональд М. Ллойд-Джонс, колишній президент Американської кардіологічної асоціації. 

## Основні когорти Фремінгемського дослідження[9]
- Оригінальна когорта, набрана в 1948 році, складалася з 5 209 чоловіків і жінок. Вимогами для участі були вік від 30 до 62 років на момент першого обстеження та відсутність в анамнезі інфаркту або інсульту. Через початковий слабкий інтерес до дослідження лікарі, медсестри та інші медичні працівники добровільно долучилися до нього, щоб подати приклад пацієнтам.
- Когорта нащадків, набрана в 1971 році, була дослідженням другого покоління, у якому могли брати участь діти учасників оригінальної когорти. До участі також допускалися їхні подружжя, якщо вони мали спільних дітей (мінімум двоє) з учасником когорти нащадків.
- Когорта Omni 1, заснована в 1994 році, була спрямована на дослідження впливу раси та спадковості як факторів ризику серцево-судинних захворювань, а також змін расового складу населення Фремінгема.
- Когорта третього покоління, набрана у 2002 році, була дослідженням третього покоління, що включало дітей учасників когорти нащадків та онуків учасників оригінальної когорти. Мінімальний вік для участі становив 20 років.
- Когорта Omni 2, набрана у 2003 році, була дослідженням другого покоління для дітей учасників когорти Omni 1. На відміну від оригінальної когорти, яка формувалася протягом кількох десятиліть, покоління когорти Omni one змінювалися значно швидше. Через це в дослідженні Omni 2 могли брати участь навіть 13-річні підлітки.
- Набір нових подружжів нащадків (New Offspring Spouses, NOS) розпочався у жовтні 2003 року. Якщо чоловік або дружина учасника когорти нащадків ніколи не були залучені до Фремінгемського дослідження серця, але принаймні двоє їхніх біологічних дітей взяли участь у першому дослідженні когорти третього покоління, їм пропонувалося пройти перше обстеження нових подружжів нащадків. Станом на 31 липня 2005 року було обстежено 103 нових подружжів нащадків (47 чоловіків і 56 жінок).

## Сильні та слабкі сторони
Станом на 2017 рік було опубліковано понад 3 500 наукових статей, заснованих на даних Фремінгемського дослідження, починаючи з 1950 року. Хоча значна частина публікацій присвячена серцево-судинним захворюванням, дослідження також зробило вагомий внесок у розуміння ожиріння, діабету, деменції, хвороби Паркінсона, остеопорозу, хронічної обструктивної хвороби легень і навіть раку. Загальновизнано, що робота є видатною за своїм обсягом і тривалістю, і в цілому вважається дуже корисною.
З самого початку Фремінгемського дослідження серця було справедливо припущено, що на здоров’я серця можуть впливати спосіб життя та фактори навколишнього середовища, а також спадковість. Саме завдяки цьому дослідженню з'явився термін фактор ризику. До Фремінгемського дослідження лікарі мали обмежене розуміння профілактики серцевих захворювань. У 1950-х роках вважалося, що закупорка і звуження артерій (атеросклероз, артеріосклероз) є природною частиною старіння та неминуче виникають із віком. Високий кров'яний тиск (гіпертонія) і підвищений рівень холестерину в крові (гіперхолестеринемія) також розглядалися як нормальні вікові зміни, і жодного лікування для цих станів не існувало. Ці та інші фактори ризику, такі як гомоцистеїн, були поступово відкриті протягом багатьох років.     
Фремінгемське дослідження серця, разом з іншими масштабними дослідженнями, такими як Дослідження семи країн і Дослідження здоров’я медсестер, показало, що здорове харчування,  підтримка нормальної ваги та регулярні фізичні вправи є ключовими факторами для збереження здоров'я. Крім того, дослідження підтвердило наявність відмінностей у серцево-судинних ризиках між чоловіками та жінками.   Нарівні з іншими важлививми дослідженнями про куріння, такими як Дослідження британських лікарів, Фремінгемське підтвердило, що куріння є одним із найзначніших чинників розвитку серцевих захворювань, що в багатьох випадках призводить до стенокардії, інфаркту міокарда (ІМ) і коронарної смерті.  
Останнім часом Фремінгемські дослідження почали розглядатися як такі, що переоцінюють ризики, особливо для груп із низьким рівнем ризику, зокрема для населення Великої Британії.
Одне з ключових питань доказової медицини полягає в тому, наскільки учасники дослідження відповідають характеристикам пацієнта, з яким має справу медичний працівник. 
Нещодавно дослідники використали контактну інформацію, надану учасниками за останні 30 років, щоб створити карту соціальної мережі друзів і родичів у рамках дослідження.

## Фремінгемська шкала ризику
10-річний серцево-судинний ризик для окремої людини можна оцінити за допомогою Фремінгемської шкали ризику, шкала базується на результатах Фремінгемського дослідження серця. 

## Основні результати та висновки
Основними висновками Фремінгемського дослідження серця є: 
1960-ті роки:
Встановлено, що куріння збільшує ризик серцевих захворювань. Виявлено, що підвищений рівень холестерину, високий артеріальний тиск та відхилення в електрокардіограмі підвищують ризик серцевих захворювань. Встановлено, що фізична активність знижує ризик серцевих захворювань, а ожиріння навпаки його підвищує.
1970-ті роки:
Високий артеріальний тиск підвищує ризик інсульту. Фібриляція передсердь збільшує ризик інсульту у 5 разів. Менопауза підвищує ризик серцевих захворювань. Психосоціальні фактори впливають на ризик розвитку серцевих захворювань.
1980-ті роки:
Високий рівень холестерину ліпопротеїнів високої густини (ЛПВГ) пов'язаний із меншим ризиком серцевих захворювань. Не знайдено жодних емпіричних доказів, які б підтверджували поширену думку про те, що сигарети з фільтром знижують ризик серцевих захворювань порівняно з сигаретами без них.  ідвищений рівень фібриногену пов’язаний із підвищеним ризиком ішемічної хвороби серця та інсульту.
1990-ті роки:
Збільшений лівий шлуночок серця (гіпертрофія лівого шлуночка) підвищує ризик інсульту. Описано зв'язок між прогресуванням гіпертонії та розвитком серцевої недостатності.  Опубліковано Фремінгемську шкалу ризику, що правильно прогнозує 10-річний ризик розвитку ішемічної хвороби серця (ІХС) у майбутньому. Встановлено, що ймовірність розвитку ішемічної хвороби серця у 40-річних чоловіків становить 50% і 33% для жінок.
2000-ті роки:
Так званий «високий нормальний артеріальний тиск» асоціюється з підвищеним ризиком серцево-судинних захворювань (у медицині цей стан називають прегіпертензією, він визначається як систолічний тиск 120–139 мм рт. ст. і/або діастолічний тиск 80–89 мм рт. ст.).  Ймовірність розвитку підвищеного артеріального тиску протягом життя становить 90%. Ожиріння є фактором ризику серцевої недостатності. Рівень альдостерону в сироватці крові дозволяє прогнозувати ризик розвитку підвищеного артеріального тиску. Ймовірність розвитку ожиріння протягом життя становить приблизно 50%. Було оголошено про початок проєкту «SHARe» геномного дослідження асоціацій у рамках Фремінгемського дослідження серця. Соціальні контакти людини впливають на ймовірність ожиріння та на рішення курців кинути палити. Фремінгемське дослідження серця, збираючи контактну інформацію, створило мережу міжособистісних зв’язків, що об'єднує учасників через їхні стосунки – друзів, колег, родичів і сусідів. Виявлено чотири фактори ризику, що сприяють розвитку передсерцевої недостатності. Розроблено методику оцінки 30-річного ризику серйозних серцевих подій. Американська кардіологічна асоціація визнала деякі геномні відкриття Фремінгемського дослідження одним із найважливіших досягнень у кардіології. Деякі гени підвищують ризик розвитку фібриляції передсердь. У чоловіків і жінок середнього віку ризик погіршення пам'яті є підвищеним, якщо їхні батьки мали деменцію.

## Дизайн дослідження
Учасники Фремінгемського дослідження серця, а також їхні діти й онуки добровільно погодилися проходити детальний медичний анамнез, фізичне обстеження та медичні тести кожні три-п’ять років , що дозволило зібрати велику кількість даних про фізичне та психічне здоров’я, зокрема про серцево-судинні захворювання. Крім того, було створено некомерційну благодійну організацію під назвою Friends of the Framingham Heart Study, щоб допомогти покрити витрати на дослідження та поширити обізнаність про серцеві проблеми.

## Генетичні дослідження
Останніми роками вчені проводять генетичні дослідження в рамках Фремінгемського дослідження серця.
Було досліджено спадкові патерни в сім'ях,  спадковість і генетичні кореляції,  молекулярні маркери  та генетичні асоціації. Дослідження асоціацій включають традиційні генетичні дослідження, тобто пошук зв'язку між серцево-судинними факторами ризику та поліморфізмами генів (однонуклеотидні поліморфізми, SNP) у кандидатних генах, а також геномні дослідження асоціацій (GWAS).  Наприклад, одне з таких досліджень під назвою «100K Study» включало майже 1400 учасників Фремінгемського дослідження серця (з оригінальної когорти та когорти нащадків) і виявило генетичний варіант, пов’язаний з ожирінням. Дослідники змогли відтворити цей результат у чотирьох інших популяціях.  Крім того, дослідження SHARe (SNP Health Association Resource Study) виявило нові кандидатні гени та підтвердило вже відомі кандидатні гени (пов’язані з рівнями гомоцистеїну та вітаміну B12) серед учасників Фремінгемського дослідження серця. 
Проте з клінічної точки зору, незважаючи на ці (та інші) зусилля, сумарний вплив генів на ризик серцево-судинних захворювань, крім традиційних факторів ризику серцево-судинних захворювань, досі не встановлено. 